# 刘为民 (1968年)
刘为民（1968年8月—），福建人，中华人民共和国外交官。2011年9月1日至2012年担任中华人民共和国外交部发言人。曾任应急管理部国际合作和救援司司长，现任中华人民共和国驻汤加王国特命全权大使。

## 生平
1991年，刘为民进入中华人民共和国外交部工作，担任外交部领事司科员。1993年，任驻毛里求斯大使馆职员、随员。1994年，任外交部西欧司随员。1996年，任驻欧共体使团三秘，后升二秘。2000年，任外交部欧洲司副处长，后升处长。2006年，任驻英国大使馆参赞。2010年，任外交部新闻司参赞。2011年9月1日起，任中华人民共和国外交部发言人，是第一位以参赞职衔担任外交部发言人的官员。2012年8月，升任驻美国大使馆公使銜參贊。2016年，回国任外交部欧洲司副司长。2018年，调任应急管理部国际合作和救援司司长。2024年4月，出任中华人民共和国驻汤加大使。